# Aprís
En sánscrito, los aprís (‘propiciación’) son las invocaciones especiales que se pronuncian antes de ofrecer oblaciones.

## Nombre
- āprī, en el sistema AITS (alfabeto internacional para la transliteración del sánscrito).
- आप्री, en escritura devanagari del sánscrito.
- Pronunciación: /aprí/.[1]
- Etimología:[1]
  - satisfacer, conciliar, propiciar, complacer; según el Rig-veda, el Taittiríia-samjita y el Shatápatha-bráhmana.
  - invocar o dirigirse [a un dios] con los versos aprí; según el Aitareia-brahmana y el Shatápata-bráhmana.
  - divertirse, deleitarse y complacerse; según el Taittiríia-samjita y Latiaiana.
  - ganarse el favor, conciliación, propiciatión.

## Descripción
Saiana, en su comentario al himno 1, 13 del Rig-veda (el texto más antiguo de la India, de mediados del II milenio a. C.) enumera doce himnos aprís que propician a doce deidades, conocidas como aprías.
Estos dioses son objetos deificados que pertenecen al sacrificio de fuego de la religión védica: la leña, la hierba sagrada (kusha), el altar, el fuego, la libación de mantequilla clarificada (ghi), etc., que finalmente son diferentes manifestaciones de Agní (dios del fuego).
La identificación de cada uno de los versículos rigvédicos como aprís (āpríyas o bien āpryas) se encuentra en el texto Srauta-sutra.
El Asualaiana-srauta-sutra (3.2.5) establece que estos himnos se eligen de manera diferente según las distintas escuelas.
Por lo tanto, el Aprí de la escuela shunaka es el Rig-veda 5.28.1 (sámiddho agnír),

el aprí de la escuela Vásista es el Rig-veda 7.2.1 (juṣásva naḥ),

el aprí de la escuela Kanua es el Rig-veda 1.13 (súsamiddho na ā́ vaha),

y el de las demás escuelas es el Rig-veda 10.110.1 (sámiddho adyá).
Garguia Naraiana después da diez suktas (himnos) completos del Rig-veda como āprīsūktas pertenecientes a diferentes gotras.

## Aprí-suktas
De los diez aprí-suktas mencionados en el comentario de Gargya Narayana, tanto el I.13 como el I.142 invocan el Narāśaṁsa y las manifestaciones Tanūnapāt de Agní, el I.188, III.4, IX.5 y X.110 invocan solo la manifestación Tanūnapāt y el II. 3, el V.5, el VII.2 y el X.70 invocan solo la manifestación Narāśaṁsa.
| Āprī-sūkta | Ṛṣi                         | Gotra    |
| ---------- | --------------------------- | -------- |
| 1.13       | Medhātithi Kāṇva            | Kāṇva    |
| 1.142      | Dīrghatamā Aucathya         | Āngirasa |
| 1.188      | Agastya Maitrāvaruṇi        | Agastya  |
| 2.3        | Gṛtsamada Śaunahotra        | Śaunaka  |
| 3.4        | Viśvāmitra Gāthina          | Kauśika  |
| 5.5        | Vasuśruta Ātreya            | Ātreya   |
| 7.2        | Vasiṣṭha MaitrāvaruṇI       | Vāsiṣṭha |
| 9.5        | Asita o Devala Kāśyapa      | Kāśyapa  |
| 10.70      | Sumitra Vādhryaśva          | Bharata  |
| 10.110     | Rāma Jāmadagnya o Jamadagni | Bhārgava |